# Úrvalsdeild 2011
De Úrvalsdeild (of Pepsideild naar sponsor Pepsi) is de hoogste voetbalcompetitie in IJsland die door de KSÍ wordt georganiseerd. Dit geldt voor mannen en vrouwen. Het seizoen begon op 2 mei en eindigde op 1 oktober 2011. UMF Breiðablik is de kampioen van het vorige seizoen.

## Teams
Vanaf het seizoen 2008 is de Úrvalsdeild uitgebreid tot twaalf clubs. In tegenstelling tot het vorige seizoen zijn Víkingur Reykjavík, de kampioen van de tweede klasse en nummer twee Thór er bij gekomen. Zij nemen de plaats in van de gedegradeerde clubs UMF Selfoss en Haukar.
De kampioen van de Úrvalsdeild speelt voorronde UEFA Champions League, terwijl de nummers 2 en 3 zich plaatsen voor de voorrondes van de UEFA Europa League. De nummers laatst (11 en 12) degraderen naar de tweede klasse.
| Club           | Plaats         | Stadion           | Capaciteit |
| -------------- | -------------- | ----------------- | ---------- |
| Breiðablik UBK | Kópavogur      | Kópavogsvöllur    | 5.501      |
| FH             | Hafnarfjörður  | Kaplakriki        | 6.738      |
| Fram           | Reykjavik      | Laugardalsvöllur  | 15.427     |
| Fylkir         | Reykjavik      | Fylkisvöllur      | 2.872      |
| ÍBV            | Vestmannaeyjar | Hásteinsvöllur    | 2.834      |
| ÍBK            | Keflavík       | Nettóvöllurinn    | 4.957      |
| KR             | Reykjavik      | KR-völlur         | 3.333      |
| Stjarnan       | Garðabær       | Stjörnuvöllur     | 1.292      |
| UMF            | Grindavik      | Grindavíkurvöllur | 1.750      |
| Valur          | Reykjavik      | Vodafonevöllurinn | 3.000      |
| Víkingur       | Reykjavik      | Víkin             | 1.249      |
| Thor           | Akureyri       | Þórsvöllur        | 1.550      |

## Eindstand
| №  | Club               | WG | W  | G | V  | DV | DT | +/– | Punten |
| -- | ------------------ | -- | -- | - | -- | -- | -- | --- | ------ |
|    | KR Reykjavík       | 22 | 13 | 8 | 1  | 44 | 22 | +22 | 47     |
| 2  | FH Hafnarfjörður   | 22 | 13 | 5 | 4  | 48 | 31 | +17 | 44     |
| 3  | ÍB Vestmannaeyja   | 22 | 12 | 4 | 6  | 37 | 27 | +10 | 40     |
| 4  | Stjarnan           | 22 | 10 | 7 | 5  | 51 | 35 | +16 | 37     |
| 5  | Valur Reykjavík    | 22 | 10 | 6 | 6  | 28 | 23 | +5  | 36     |
| 6  | Breiðablik UBK     | 22 | 7  | 6 | 9  | 34 | 42 | –8  | 27     |
| 7  | Fylkir Reykjavík   | 22 | 7  | 4 | 11 | 34 | 44 | –10 | 25     |
| 8  | ÍB Keflavík        | 22 | 7  | 3 | 12 | 27 | 32 | –5  | 24     |
| 9  | Fram Reykjavík     | 22 | 6  | 6 | 10 | 20 | 28 | –8  | 24     |
| 10 | UMF Grindavík      | 22 | 5  | 8 | 9  | 26 | 37 | –11 | 23     |
| 11 | Þór Akureyri       | 22 | 6  | 3 | 13 | 28 | 41 | –13 | 21     |
| 12 | Víkingur Reykjavík | 22 | 3  | 6 | 13 | 24 | 39 | –15 | 15     |

|  | Geplaatst voor tweede kwalificatieronde van de UEFA Champions League 2012/13 |
|  | Geplaatst voor eerste kwalificatieronde van de UEFA Europa League 2012/13    |
|  | Degradatie naar de 1. deild karla                                            |

1912 · 1913 · 1914 · 1915 · 1916 · 1917 · 1918 · 1919 · 1920 · 1921 · 1922 · 1923 · 1924 · 1925 · 1926 · 1927 · 1928 · 1929 · 1930 · 1931 · 1932 · 1933 · 1934 · 1935 · 1936 · 1937 · 1938 · 1939 · 1940 · 1941 · 1942 · 1943 · 1944 · 1945 · 1946 · 1947 · 1948 · 1949 · 1950 · 1951 · 1952 · 1953 · 1954 · 1955 · 1956 · 1957 · 1958 · 1959 · 1960 · 1961 · 1962 · 1963 · 1964 · 1965 · 1966 · 1967 · 1968 · 1969 · 1970 · 1971 · 1972 · 1973 · 1974 · 1975 · 1976 · 1977 · 1978 · 1979 · 1980 · 1981 · 1982 · 1983 · 1984 · 1985 · 1986 · 1987 · 1988 · 1989 · 1990 · 1991 · 1992 · 1993 · 1994 · 1995 · 1996 · 1997 · 1998 · 1999 · 2000 · 2001 · 2002 · 2003 · 2004 · 2005 · 2006 · 2007 · 2008 · 2009 · 2010 · 2011 · 2012 · 2013 · 2014 · 2015 · 2016 · 2017 · 2018 · 2019 · 2020 · 2021 · 2022 · 2023
Nationale competities:
Albanië · Armenië · België · Bosnië en Herzegovina · Bulgarije · Cyprus · Denemarken · Duitsland · Engeland · Estland · Finland · Frankrijk · Griekenland · Hongarije · IJsland · Ierland · Israël · Italië · Kazachstan · Kroatië · Letland · Luxemburg · Montenegro · Nederland · Noorwegen · Oekraïne · Oostenrijk · Polen · Portugal · Roemenië · Rusland · San Marino · Schotland · Servië · Slovenië · Slowakije · Spanje · Tsjechië · Turkije · Zweden · Zwitserland
Europese competities: Super Cup 2012 · Champions League · Europa League